# Ева Клобуковска
Ева Янѝна Клобуко̀вска (на полски: Ewa Janina Kłobukowska) е полска лекоатлетка спринтьорка, златна медалистка като част от полската щафета на 4х100 метра и бронзова медалистка на 100 метра от олимпийските игри в Токио (1964), двукратна европейска шампионка на 100 и 4х100 метра и сребърна медалистка на 200 метра (1966). Световна, европейска и държавна рекордьорка в спринтовите дисциплини.

## Биография
Родена е на 1 октомври 1946 г. във Варшава, в семейството на Халина (с родово име Люстанска) и Стефан Клобуковски. Завършва техникум по икономика (1965) и Главното търговско училище (1972) в столицата със степен магистър по икономика.
В своята състезателна кариера е част от спортния клуб Скра Варшава. Нейният талант изгрява на Младежкото европейското първенство по лека атлетика във Варшава (1964), където печели надпреварата на 100 метра. Същата година на олимпийските игри в Токио успява да спечели бронзов медал в спринта на 100 метра. В надпреварата на 4х100 метра демонстрира в пълна сила своя потенциал. Бягайки на последен пост за полската щафета успява да надделее над представителката на САЩ, в резултат на което полякините печелят златните медали със световен рекорд (43,6 секунди). През 1965 година на състезание в Прага постига световен рекорд на 100 метра (11,1 секунди). На Европейското първенство по лека атлетика в Будапеща през 1966 година печели два индивидуални медала – златен на 100 метра и сребърен на 200 метра. Също така печели златен медал като последен пост в полската щафета на 100 метра.
През 1967 година спортната и кариера е прекратена, след като при направено изследване за конфигурация на хромозомите, чрез който по това Медицинската комисия на МОК разграничава половете в спорта, е обвинена че „няма удостоверение за жена“.
След раздялата със спорта в продължение на дълги години работи в предприятието „Енергомонтаж-Пулноц“.
През 2011 година е удостоена с Офицерски кръст на Ордена на Възраждане на Полша – за значим принос към полското олимпийско движение.